# Theodor Haering
Theodor Lorenz Haering, född 22 april 1884 i Stuttgart, död 15 juni 1964 i Tübingen, var en tysk filosof. Han var son till Theodor von Haering.
Haering var från 1919 professor vid universitetet i Tübingen. Han var kunskapsteoretisk realist men fasthöll även vid möjligheten av en induktiv, dynamisk metafysik med teistisk spets. Fysiken är för Haering en av bestämda synpunkter betingad och i en ensidig riktning gående fortbildning men inte något bevis av den naiva världsbilden, en åskådning han lade fram i Philosophie der Naturwissenschaft (1923). I sin historiefilosofi vände sig Haering mot Oswald Spengler i verket Die Struktur der Weltgeschichte (1921) och utgav ett stort anlagt verk över Friedrich Hegel.